# الدوري الإسباني الدرجة الثانية ب 1991–92
الدوري الإسباني الدرجة الثانية بي 1991–92 (بالإسبانية: Segunda División B de España 1991-92)‏ هو موسم من الدوري الإسباني الدرجة الثانية بي. فاز فيه Cartagena FC ‏.